# Ходжакасбі
Ходжакасбі (узб. Xo’jakasbi, Хўжакасби) — міське селище в Узбекистані, в Касбинському районі Кашкадар'їнської області.
Статус міського селища з 2009 року.